# Leucilla minuta
Leucilla minuta är en svampdjursart som beskrevs av Tanita 1941. Leucilla minuta ingår i släktet Leucilla och familjen Amphoriscidae.
Artens utbredningsområde är havet kring Japan. Inga underarter finns listade i Catalogue of Life.